# Août 1975

## Évènements
- Portugal :  affaire du journal República. Deux projets s’affrontent : celui des communistes et du Premier ministre Vasco Gonçalves qui veulent un socialisme autoritaire et celui des socialistes et du parti populaire démocratique, proche des démocraties occidentales.

- 1er août : Acte final d'Helsinki en clôture de la CSCE[1].
- 3 août (Formule 1) : Grand Prix automobile d'Allemagne.
- 7 août : début en Chine de l'effondrement du barrage de Banqiao, provoquant de très graves inondations (plusieurs dizaines de milliers de morts).
- 15 août : 
  - assassinat du cheikh Mujibur au Bangladesh. Le pays passe sous autorité militaire.
  - Préambule de la Constitution de Papouasie-Nouvelle-Guinée, dont l'indépendance sera proclamée le 16 septembre 1975[2].
- 17 août (Formule 1) : Grand Prix automobile d'Autriche.
- 21 août : affaire d'Aléria en Corse : mort de 2 gendarmes mobiles.
- 23 août : prise de pouvoir par le Pathet Lao à Vientiane avec l’aide de l’URSS. La répression provoque un afflux de réfugiés en Thaïlande.
- 26 août (Australie) : restitution des terres de Wattie Creek aux Gurindji.
- 28 août : au Pérou, le dictateur Velasco est renversé par le général Francisco Morales Bermúdez Cerruti. Celui-ci démantèle l’édifice réformateur en prétendant poursuivre sur la voie de Velasco.
- 29 août : les dernières concessions pétrolières sont abolies et nationalisées au Venezuela[3].
- 31 août : 
  - mort de Pierre Blaise (acteur principal de Lacombe Lucien de Louis Malle) dans un accident de voiture.
  - Rallye automobile : arrivée du Rallye de Finlande.

## Naissances
- 3 août : Evika Siliņa, femme politique lettonne.
- 7 août : Charlize Theron, actrice sud-africaine.
- 13 août : Andrea Gibson, écrivain américain († 14 juillet 2025).
- 17 août : « Saleri » (David Sánchez Jiménez), matador espagnol.
- 18 août : Anne Barzin, femme politique belge de langue française.
- 20 août : José Tomás (José Tomás Román Martín), matador espagnol.
- 22 août : Jeff Stinco, auteur-compositeur-interprète et guitariste français canadien.

## Décès
- 1er août : Benoît Frachon, ancien secrétaire général de la CGT (° 1893).
- 8 août : Julian Cannonball Adderley, saxophoniste alto américain (° 15 septembre 1928).
- 9 août : Dmitri Chostakovitch, compositeur russe (° 1906).
- 18 août : André Oleffe, homme politique belge (° 10 mai 1914).
- 27 août : Hailé Sélassié Ier (assassiné), empereur d'Éthiopie (° 1892).